# Інтернаціонал піратських партій
Інтернаціонал Піратських Партій (англ. Pirate Parties International — PPI) — головна організація міжнародного руху піратських партій. Була заснована 2006 року, зареєстрована в Бельгії в жовтні 2009 року як неурядова організація (NGO). Першою з піратських партій була шведська піратська партія (швед. Piratpartiet), заснована 1 січня 2006 року.
Метою асоціації, згідно з її статутом, є «допомагати у заснуванні, підкріплювати і стимулювати, а також підтримувати зв'язки і співпрацю між піратськими партіями всього світу».

## Структура
Міжнародну піратську партію очолює правління під керівництвом двох співголів. Поточне правління обране 23–24 липня 2016 року на конференції у Берліні, Німеччина. Керівні посади обіймають Ґійом Саулі (Guillaume Saouli) (Піратська партія Швейцарії) та Бейлі Лемон (Bailey Lamon) (Піратська партія Канади). Правила, управління та заявки на членство є сферою відповідальності Генеральної Асамблеї PPI, яка повинна збиратися не рідше одного разу на рік..

## Історія

Офіційно зареєстрована піратська партія
Активна незареєстрована піратська партія
Створення обговорюється міжнародною ПП
Немає піратської партії

Основна мета Піратських Партій всього світу — реформування законодавства у сфері авторського права і патентів. Піратські партії відстоюють права на приватне життя, як в Інтернеті, так і в повсякденному житті, а також «прозорість» державного апарату. У Європі вони воліють виступати єдиним незалежним блоком у традиційному ліво-правому напрямку, щоб досягати своїх цілей разом із основними партіями.
Натхненні шведської ініціативою, піратські партії засновані приблизно в 33 країнах. Вони співпрацюють через Міжнародну піратську партію.
У червні 2007 року члени піратських партій усього світу зустрілися в Відні, для обговорення майбутнього руху. Конференцію назвали «Next Step Politics!? Pirates to Brussels in 2009!?» (Політика наступного кроку!? Пірати в Брюсселі 2009!?) Зустріч організувала Віденська академія мистецтв і групи активістів, як-от Monochrom і Трансформація свободи (Transforming freedom).
2008 року Піратська партія Німеччини стала другою слідом за шведською піратською партією, що брала участь у виборах. На регіональних виборах у Гессені партія набрала 0,3% голосів, а в 2009 році — 0,5%.
2009 року на виборах до Європейського парламенту Партія піратів Швеції одержала 7,13% голосів і одне місце в Європейському парламенті (ще одне партія отримала після ратифікації Лісабонської угоди). Піратська партія Німеччини на європейських виборах отримала 0,9% голосів.
У червні 2009 німецький соціал-демократ Йорг Таусс залишив свою партію і долучився до Піратської партії Німеччини, забезпечивши тим самим Піратській партії Німеччини місце у німецькому парламенті.
30 серпня 2009 Піратська партія Німеччини набрала 1,9% голосів на виборах в Саксонії. Цього ж дня партія брала участь у виборах до місцевих органи влади в Мюнстері й Ахені, отримавши в обох випадках по одному місцю в муніципалітеті.
27 вересня 2009 Піратська партія Німеччини отримала 2% голосів на федеральних виборах Німеччини. За підсумками виборів партія стала найбільшою групою, яка не увійшла до парламенту.

## Список піратських партій світу
| Країна          | Назва партії                                                                   | Статус реєстрації                       | Членство в Міжнародній піратській партії | Виборчі здобутки            | Офіційний сайт                                                           |
| --------------- | ------------------------------------------------------------------------------ | --------------------------------------- | ---------------------------------------- | --------------------------- | ------------------------------------------------------------------------ |
| Австрія         | Піратська партія Австрії Piratenpartei Österreichs                             | Офіційно зареєстрована                  | Так                                      | Ні                          | piratenpartei.at [Архівовано 31 січня 2021 у Wayback Machine.]           |
| Бельгія         | Піратська партія (Бельгія) Piratenpartij / Parti Pirate                        | Офіційно зареєстрована                  | Так                                      | Ні                          | pirateparty.be [Архівовано 10 січня 2010 у Wayback Machine.]             |
| Болгарія        | Піратська партія Пиратска Партия                                               | Офіційно зареєстрована                  | Так                                      | Ні                          | piratskapartia.bg [Архівовано 15 квітня 2010 у Wayback Machine.]         |
| Велика Британія | Партія піратів Великої Британії Pirate Party UK                                | Офіційно зареєстрована                  | Так                                      | Ні                          | pirateparty.org.uk [Архівовано 5 січня 2011 у Wayback Machine.]          |
| Данія           | Партія піратів Piratpartiet                                                    | Офіційно зареєстрована                  | Так                                      | Ні                          | piratpartiet.dk                                                          |
| Іспанія         | Піратська партія Partido Pirata                                                | Офіційно зареєстрована                  | Так                                      | Ні                          | partidopirata.es [Архівовано 29 березня 2022 у Wayback Machine.]         |
| Іспанія         | Пірати Каталонії Pirates de Catalunya                                          | Офіційно зареєстрована                  | Ні                                       | Ні                          | pirata.cat                                                               |
| Люксембург      | Піратська партія Люксембургу Piratepartei Lëtzebuerg                           | Офіційно зареєстрована                  | Так                                      | Ні                          | piratepartei.lu                                                          |
| Нідерланди      | Піратська партія Нідерландів Piratenpartij Nederland                           | Офіційно зареєстрована                  | Так                                      | Ні                          | piratenpartij.nl [Архівовано 18 жовтня 2010 у Wayback Machine.]          |
| Німеччина       | Піратська партія Німеччини Piratenpartei Deutschland                           | Офіційно зареєстрована                  | Так                                      | Два місця у міських радах   | piratenpartei.de [Архівовано 4 вересня 2009 у Wayback Machine.]          |
| Фінляндія       | Піратська партія Piraattipuolue                                                | Офіційно зареєстрована                  | Так                                      | Ні                          | piraattipuolue.fi [Архівовано 7 жовтня 2010 у Wayback Machine.]          |
| Франція         | Піратська партія Parti Pirate                                                  | Офіційно зареєстрована                  | Так                                      | Ні                          | partipirate.org [Архівовано 28 серпня 2009 у Wayback Machine.]           |
| Швеція          | Партія піратів Piratpartiet                                                    | Офіційно зареєстрована                  | Ні                                       | Два місця в Європарламенті  | piraatpartiet.se[недоступне посилання з червня 2019]                     |
| Чехія           | Чеська піратська партія Česká pirátská strana                                  | Офіційно зареєстрована                  | Так                                      | Три місця в муніципалітетах | ceskapiratskastrana.cz [Архівовано 26 квітня 2010 у Wayback Machine.]    |
| Швейцарія       | Піратська партія Швейцарії Piratenpartei Schweiz                               | Офіційно зареєстрована                  | Так                                      | Одне місце в міській раді   | piraten-partei.ch [Архівовано 10 лютого 2010 у Wayback Machine.]         |
| Канада          | Піратська партія Канади Pirate Party of Canada / Parti Pirate du Canada        | Допущена до реєстрації                  | Ні                                       | Ні                          | pirateparty.ca                                                           |
| Непал           | Піратська партія Непалу समुद्री डाका पार्टी नेपाल                                        | Допущена до реєстрації                  | Ні                                       | Ні                          |                                                                          |
| Естонія         | Піратська партія Естонії Eesti Piraadipartei                                   | Зареєстрована як громадська організація | Ні                                       | Ні                          | piraadipartei.ee [Архівовано 19 вересня 2015 у Wayback Machine.]         |
| Італія          | Піратська партія Італії Partito Pirata Italiano                                | Зареєстрована як громадська організація | Так                                      | Ні                          | piratpartiet.it [Архівовано 23 вересня 2010 у Wayback Machine.]          |
| США             | Піратська партія Сполучених Штатів United States Pirate Party                  | Зареєстрована як громадська організація | Ні                                       | Ні                          | pirate-party.us [Архівовано 6 березня 2010 у Wayback Machine.]           |
| Австралія       | Піратська партія Австралії Pirate Party Australia                              | Незареєстрована                         | Так                                      | Ні                          | pirateparty.org.au [Архівовано 16 грудня 2015 у Wayback Machine.]        |
| Аргентина       | Піратська партія Аргентини Partido Pirata Argentino                            | Незареєстрована                         | Ні                                       | Ні                          | partido-pirata.com.ar                                                    |
| Бразилія        | Піратська партія Бразилії Partido Pirata do Brasil                             | Незареєстрована                         | Так                                      | Ні                          | partidopirata.org                                                        |
| Греція          | Піратська партія Греції Πειρατικό Κόμμα Ελλάδος                                | Незареєстрована                         | Ні                                       | Ні                          | pirateparty.gr [Архівовано 19 листопада 2010 у Wayback Machine.]         |
| Ірландія        | Піратська партія Ірландії Pirate Party Ireland / Páirtí Foghlaithe na hÉireann | Незареєстрована                         | Так                                      | Ні                          | pirateparty.ie [Архівовано 12 листопада 2010 у Wayback Machine.]         |
| Казахстан       | Піратська партія Казахстану Қазақстан Қарақшылар Партиясы                      | Незареєстрована                         | Так                                      | Ні                          | pirateparty.kz [Архівовано 5 лютого 2010 у Wayback Machine.]             |
| Кіпр            | Піратська партія Кіпру Pirate Party of Cyprus                                  | Незареєстрована                         | Ні                                       | Ні                          | piratepartycyprus.com [Архівовано 4 квітня 2010 у Wayback Machine.]      |
| Литва           | Піратська партія Piratu Partija                                                | Незареєстрована                         | Ні                                       | Ні                          | piratupartija.lt                                                         |
| Мексика         | Мексиканська піратська вікі-партія wikiPartido Pirata Mexicano                 | Незареєстрована                         | Ні                                       | Ні                          | partidopiratamexicano.org [Архівовано 20 лютого 2010 у Wayback Machine.] |
| Нова Зеландія   | Піратська партія Нової Зеландії Pirate Party of New Zealand                    | Незареєстрована                         | Ні                                       | Ні                          | pirateparty.co.nz                                                        |
| Португалія      | Португальська піратська партія Partido Pirata Português                        | Незареєстрована                         | Так                                      | Ні                          | partidopiratapt.eu [Архівовано 18 квітня 2010 у Wayback Machine.]        |
| Росія           | Піратська партія Росії Пиратская партия России                                 | Незареєстрована                         | Так                                      | Ні                          | pirate-party.ru [Архівовано 27 травня 2010 у Wayback Machine.]           |
| Румунія         | Піратська партія Румунії Partidul Piraţilor din România                        | Незареєстрована                         | Так                                      | Ні                          | partidulpiratilor.ro                                                     |
| Сербія          | Піратська партія Сербії Piratska Partija Srbije                                | Незареєстрована                         | Так                                      | Ні                          | piratskapartija.com [Архівовано 13 квітня 2010 у Wayback Machine.]       |
| Словаччина      | Словацька піратська партія Slovenská pirátska strana                           | Незареєстрована                         | Ні                                       | Ні                          | piratskastrana.sk                                                        |
| Словенія        | Піратська партія Словенії Piratska stranka Slovenije                           | Незареєстрована                         | Ні                                       | Ні                          | piratskastranka.net [Архівовано 11 серпня 2015 у Wayback Machine.]       |
| Туніс           | Піратська партія Тунісу Parti pirate tunisien                                  | Незареєстрована                         | Ні                                       | Ні                          | partipirate-tunisie.org                                                  |
| Туреччина       | Піратська партія Korsan Partisi                                                | Незареєстрована                         | Ні                                       | Ні                          | korsanpartisi.org                                                        |
| Україна         | Піратська партія України Українське піратське співтовариство                   | Зареєстрована як громадська організація | Так                                      | Ні                          | pp-ua.org [Архівовано 9 червня 2015 у Wayback Machine.]                  |
| Уругвай         | Піратська партія Уругваю Partido Pirata en Uruguay                             | Незареєстрована                         | Ні                                       | Ні                          | partidopirata.org.uy                                                     |
| Чилі            | Піратська партія Чилі Partido Pirata de Chile                                  | Незареєстрована                         | Ні                                       | Ні                          | partidopirata.cl [Архівовано 29 березня 2022 у Wayback Machine.]         |
| Польща          | Партія піратів Partia Piratów                                                  | Розформована                            | Ні                                       | Ні                          | partiapiratow.blog.pl                                                    |

Також обговорюється (здебільшого в PPI) формування піратських партій у Боснії та Герцеговині, Венесуелі, Гватемалі, Китайській Народній республіці, Колумбії, ПАР і запит на формування партії в Перу. Також існують спроби створити партію в Норвегії.
В Угорщині піратська організація Kalózpárt співпрацює як неполітична організація з представленою в парламенті партією «Політика може бути іншою» (LMP).